# Józef Czerski (oficer)
Józef Czerski (ur. 12 marca 1806 w Radoryżu na Podlasiu, zm. 11 marca 1838 w Le Mans) – żołnierz, oficer powstania listopadowego, kawaler Krzyża Srebrnego Orderu Virtuti Militari, działacz emigracyjny.

## Życiorys
Pierwsze nauki pobierał w Łukowie. 14 IX 1827 rozpoczął studia na Wydziale Prawa Uniwersytetu Warszawskiego. Po wybuchu powstania listopadowego został członkiem akademickiej Gwardii Honorowej (1 XII 1830). Służył w stopniu podporucznika w 3 Pułku Strzelców Pieszych. Otrzymał z rąk gen. Jana Skrzyneckiego Krzyż Srebrny Orderu Virtuti Militari. Po upadku Warszawy przeszedł z gen. Maciejem Rybińskim granicę pruską (5 X 1831). W 1832 był więziony przez Prusaków na Biskupiej Górce w Gdańsku.
Następnie na statku „Lachs” przybył do Francji (4 VIII 1832); początkowo przebywał na wyspie Aix, potem Oléron (gdzie został członkiem Rady Polaków) i Le Puy. 26 marca 1833 wstąpił do Towarzystwa Demokratycznego Polskiego. W późniejszych miesiącach zamieszkiwał w Le Mans i Sillé-le-Guillaume. W 1835 pracował w prefekturze w Le Mans. Dwukrotnie (1835 i 1837) i bez powodzenia kandydował do Centralizacji TDP (otrzymał odpowiednio 29 i 2 głosy). W sprawach politycznych stał w opozycji do obozu ks. Adama Jerzego Czartoryskiego. W 1836 podpisał Manifest TDP.
Zmarł w Le Mans na zapalenie płuc (11 III 1838).